# Chwostki
Chwostki (Malurinae) – podrodzina ptaków z rodziny chwostkowatych (Maluridae).

## Zasięg występowania
Podrodzina obejmuje gatunki występujące w Australii, na Nowej Gwinei i sąsiednich wyspach.

## Systematyka
Do podrodziny należą następujące rodzaje:
- Stipiturus Lesson, 1831
- Sipodotus Mathews, 1928 – jedynym przedstawicielem jest Sipodotus wallacii (G.R. Gray, 1862) – modroplamek
- Clytomyias Sharpe, 1879 – jedynym przedstawicielem jest Clytomyias insignis Sharpe, 1879 – rdzawochwostka
- Chenorhamphus Oustalet, 1878
- Malurus Vieillot, 1816